# Черноземье (компания)
Акционерное общество «Пригородная пассажирская компания „Черноземье“» (сокр. АО «ППК „Черноземье“») — компания, занимающаяся предоставлением транспортных услуг в сфере пригородных пассажирских перевозок железнодорожным транспортом на территории 5 субъектов РФ (Воронежская, Белгородская, Липецкая, Тамбовская и Курская области).
Пригородные перевозки, которые ранее осуществлялись АО «ППК Черноземье» на территории Пензенской и Саратовской области, сейчас осуществляются Саратовской ППК.

## Общие сведения
Акционерное общество «Пригородная пассажирская компания «Черноземье» создано на полигоне Юго-Восточной железной дороги с участием в уставном капитале ОАО «РЖД», Тамбовской, Липецкой, Белгородской и Воронежской областей (на текущий момент, Тамбовская область отказалась от акций АО «ППК Черноземье» в пользу АО «Башкортостанская ППК»).
АО «ППК «Черноземье» является дочерним зависимым обществом ОАО «РЖД». Зарегистрировано 27 декабря 2010 года.
25 апреля 2011 года Управлением государственного железнодорожного надзора Федеральной службы по надзору в сфере транспорта АО «ППК Черноземье» была выдана лицензия на осуществлении перевозок пассажиров и багажа железнодорожным транспортом.
22 июля 2011 года компанией была получена новая лицензия с расширенным полигоном обслуживания в пределах Юго-Восточной, Московской и Куйбышевской железной дороги.
Компания обслуживает ежедневно более 30 тысяч пассажиров. Подвижной состав, задействованный в пригородных перевозках, составляет более 200 поездов в сутки.
Для улучшения качества обслуживания пассажиров, создания эффективно управляемой структуры организации перевозок в АО «ППК «Черноземье» три производственных участка: Воронежский, Мичуринский, Белгородский. Основу технологии работы производственного участка составляет билетно-кассовое обслуживание.
Организация продажи билетов в билетных кассах осуществляется автоматизированным способом с использованием многофункционального кассового терминала МКТК и терминалов нового поколения ПРИМ-08ТК с возможностью передачи данных о реализованных билетах в режиме онлайн.
1 декабря 2012 года в АО «ППК Черноземье» открылся учебный центр для подготовки кадров, связанных с железнодорожными перевозками, а 28 декабря 2012 года состоялся первый выпуск учебного центра.
На сегодняшний день пригородные железнодорожные перевозки выполняются на территории Белгородской, Воронежской, Липецкой и Тамбовской областей, а также частично на территории Курской, Пензенской, Рязанской и Саратовской областей.
В апреле 2015 года компания сменила форму собственности с ОАО на АО (акционерное общество закрытого типа).
С 1 июня 2015 года компания прекратила заниматься пригородными перевозками на территории Саратовской области, отдав их Саратовской ППК, а сама компания занимается только реализацией проездных документов.

## Стоимость проезда
На всем полигоне деятельности компании используется зональная оплата проезда, где проезд одной зоны приравнен к 10 пассажиро-километрам. Стоимость проезда определяется регионами самостоятельно, они же и должны выплачивать пригородной компании выпадающие доходы (разница между себестоимостью проезда и фактической стоимостью).
АО «ППК «Черноземье» наиболее активно среди всех пригородных компаний в России проводит мероприятия по пресечению безбилетного проезда среди пассажиров. Так, на некоторых станциях используются турникеты на вход и на выход с использованием купленных билетов (ст. Отрожка, ст. Машмет и другие), взыскание сбора с пассажира за проезд без проездного билета или абонемента, если у него была возможность приобрести проездной билет на станции, где он производил посадку (иными словами, пассажиру придётся заплатить 60 рублей сверх обычной стоимости билета за оформление проездного билета у контролёра). Также в последнее время на станциях (в частности, на вокзале Воронеж-1 и пл. Берёзовая Роща) стал появляться т. н. «перронный контроль» — как правило, два контролёра, допускающих к посадке пассажиров, предъявившие проездные билеты.
Стоимость проезда одной зоны с 8 января 2016 года:
| Субъект РФ           | Максимальная стоимость 1 зоны/10 км | Примечания |
| -------------------- | ----------------------------------- | --- |
| Белгородская область | 17,50 руб.                          | Стоимость проезда одной зоны фиксирована на протяжении всего маршрута внутри области. Архивная копия от 5 мая 2016 на Wayback Machine                                                                           |
| Воронежская область  | 21,00 руб.                          | Стоимость проезда указана за полные или неполные 10 км. Проезд внутри городской черты Воронежа (кроме ст.Графская, Масловка, 600 км) составляет 19,00 руб. Архивная копия от 22 февраля 2014 на Wayback Machine |
| Курская область      | 19,80 руб.                          | Стоимость проезда одной зоны фиксирована на протяжении всего маршрута внутри области. Архивная копия от 4 марта 2016 на Wayback Machine                                                                         |
| Липецкая область     | 18,60 руб.                          | Стоимость проезда указана за полные или неполные 10 км. Архивная копия от 22 мая 2014 на Wayback Machine |
| Тамбовская область   | 18,20 руб.                          | Стоимость проезда указана за полные или неполные 10 км. Архивная копия от 22 мая 2014 на Wayback Machine |

## Подвижной состав
ОАО «ППК Черноземье» использует на условиях аренды следующий подвижный состав:
- ЭР2К, ЭР2Т - на электрифицированных постоянным током участках железной дороги (прим. Белгород — Курск) [3];
- ЭД9М — на электрифицированных переменным током участках железной дороги (прим. Воронеж — Лиски, Воронеж — Грязи);
- ЭП3Д — на электрифицированных переменным током участках железной дороги (прим. Воронеж — Лиски, Воронеж — Грязи, Елец — Липецк — Грязи);
- ЭД4М, ЭП2Д — на электрифицированных с постоянным током участках железной дороги (прим. Белгород — Наумовка (граница с Украиной), Белгород — Курск)[4];
- старый подвижной состав в виде ЭР9ПК, ЭД9Т и ЭР9Т — на электрифицированных с переменным током участках железной дороги, используется преимущественно в Саратовской, Белгородской и Пензенской областях;
- рельсовые автобусы РА1, РА2, РА3— на не электрифицированных участках железной дороги (прим. Воронеж-Курский — Касторное, Мичуринск — Тамбов, Грязи — Жердевка).

Также на некоторых маршрутах используются старые пассажирские вагоны с сидячими местами (зачастую «гомельская» переделка с 2000 года старых «плацкартников» в пригородные с деревянными дощатыми лавками) с тепловозами ТЭП70 и ЧМЭ3 на неэлектрифицированных участках пути и электровозами ЭП1М — на электрифицированных, и другими (прим. Ряжск — Моршанск, Набережное — Старый Оскол и др.).

## Сокращения объёмов пассажирских перевозок
Начиная с 2012 года объёмы пассажирских перевозок стали постепенно снижаться. Связано это с огромной задолженностью от аренды подвижного состава, крайне малым выделением дотаций от регионов, которые должны покрывать убытки от выпадающих доходов, отсутствие хотя бы одного из более сотни ежедневных рейсов, приносящих прибыль, медленная скорость и ограниченность сообщения по сравнению с автобусом, в связи с чем пассажиры больше предпочитают использовать последний вариант.
10 августа 2012 года компанией была сделана попытка отменить приграничное сообщение между пограничной станцией Наумовка (РФ) и Казачья Лопань (Украина). Благодаря активной гражданской позиции жителей Белгородской и Харьковской областей обеих государств состоялась акция протеста на Белгородском терминале в Харькове. В результате две пары пригородных поездов: "Белгород — Казачья Лопань — Белгород" и "Харьков-Пасс. — Наумовка — Харьков-Пасс." были сохранены.
13 августа 2012 года компания объявила о сокращении с 23 августа значительной части выпускаемых поездов (около 60 рейсов), так как задолженность перед дирекцией мотор-вагонного подвижного состава за аренду поездов составила более 1 млрд рублей. Однако администрациями областей в результате переговоров с пригородной компанией удалось договориться о снижении количества сокращаемых рейсов (до примерно 20), правда, железнодорожное сообщение с некоторыми населёнными пунктами все же было прервано (например, с Эртилью).
22 и 26 ноября 2012 года должны были быть назначены в обращение ускоренные поезда от Воронежа до Липецка и от Воронежа до Курска (с пересадкой в Касторной-Курской) соответственно, однако этого не состоялось по финансовым причинам, поскольку Воронежская, Липецкая и Курская области не в полном объёме компенсируют убытки пригородной компании.
С 20 декабря 2012 года сокращён маршрут пригородного поезда Елец — Борисоглебск до станции Жердевка. Объясняется это тем, что, согласно законодательству, маршрут пригородного поезда не должен превышать 200 км, однако, даже после такого сокращения, маршрут поезда будет составлять около 250 км. Также рейс Липецк — Жердевка разбит на 2 части: Липецк — Грязи-Воронежские и Грязи-Воронежские — Жердевка с использованием в последнем рельсового автобуса.
С 1 января 2013 года сокращены маршруты поездов Мичуринск — Рязань до станции Ряжск, Воронеж — Россошь, Воронеж — Валуйки до станции Лиски по той же причине, что и маршрут Елец — Борисоглебск. Рассматривается вопрос о возвращении поезда Воронеж — Россошь, но с отправной станцией Придача так, чтобы маршрут поезда не превышал 200 км.
С 23 марта 2013 года отменяются несколько маршрутов, в числе которых Воронеж — Усмань, следовавший по выходным дням, Воронеж — Лиски (поезд, следовавший с пятницы по воскресенье, не будет следовать по субботам). Некоторые маршруты будут сокращены, например, поезд Воронеж-Курский — Благодатенский будет следовать до станции Нижнедевицк.
С 26 мая 2013 года были сокращены практически все поезда, следовавшие из Воронежа в Мичуринск, оставив курсировать только один поезд в неделю по воскресеньям. Все остальные поезда были сокращены вплоть до станции Грязи-Воронежские. Компания объясняет это тем, что на участках Мичуринск — Грязи и Грязи — Воронеж будут задействованы разные составы с разным количеством вагонов в связи со сложившимся пассажиропотоком на вышеуказанных участках. Также по всем дням, кроме воскресенья, из графика был исключён один из поездов, следовавших из Грязей в Мичуринск.
C 1 сентября 2013 года выведены из обращения 6 поездов (3 пары) в Белгородской области, и ещё 2 поезда (одна пара) — в Саратовской области. Также по всем дням, кроме среды и воскресенья, сокращён маршрут пригородного поезда Латная — Анна до станции Хава.
Со 2 сентября 2013 года назначен в ежедневное обращение ускоренный пригородный поезд сообщением Воронеж — Липецк — Воронеж, однако с января 2014 года он будет курсировать только по выходным.
С 20 сентября 2013 года был выведен из обращения пригородный поезд сообщением Елец — Ефремов, тем самым, этот участок был оставлен без пригородного движения.
С 1 ноября по 15 марта 2014 года выведены из обращения пригородные поезда сообщением Балашов — Елань, в связи с капитальным ремонтом путей на данном участке.
С 20 января по территории сразу нескольких областей было отменено порядка 60 пригородных поездов. По некоторым направлениям пригородное движение было полностью закрыто, а местные жители массово жаловались на невозможность добраться до необходимых им городов и сёл. Больше всего были возмущены те, кто пользовался пригородными поездами сообщением Старый Оскол — Ржава и Елец — Липецк.
С 7 февраля были сокращены 4 из 5 пар поездов сообщением Грязи — Воронеж. Липецкие власти объяснили это отсутствием средств на возмещение убытков пригородной компании. Часть поездов была сокращена до Усмани, часть — до Графской.
С 15 февраля в Белгородской области были сокращены ещё около 15 поездов, путём исключения областью поездов из своего заказа. В то же время был назначен поезд Валуйки — Валуйки-сорт., который можно назвать своеобразной «городской электричкой».
27 марта 2014 года губернатор Белгородской области Евгений Савченко в ежегодном послании Белгородской областной Думе отметил, что "от нас постоянно требуют компенсации убытков при полной непрозрачности тарифов на перевозки, когда 80 % затрат формируются за счёт непонятных для нас арендных платежей. Мы не понимаем и не принимаем эту позицию". В частности, было объявлено при такой ситуации о выходе Белгородской области из обслуживания ППК "Черноземье".
В мае 2014 года была отменена пара электропоездов сообщением Мичуринск-Уральский — Павелец-Тульский в связи с отсутствием данного поезда в заказе администраций Липецкой и Тамбовской областей. В то же время Центральной ППК было произведено продление одного из поездов сообщением Узуново — Павелец-Тульский до станции Троекурово. Участок Раненбург — Троекурово оставлен без пригородного сообщения.
В июне 2014 года, в ответ на отмены пригородных поездов в Липецкой области, было зарегистрировано ЗАО "Липецкая пассажирская компания", которое должно быть призвано вернуть отменённые нынешней зимой пригородные поезда. Однако, по состоянию на сентябрь 2014 года, компанией не было назначено ни одного пригородного поезда.
В июле 2014 года отменяется более половины пригородных поездов сообщением Белгород — Курск — Белгород, парность была сокращена с пяти пар поездов всего лишь до двух. Отмены были произведены "в целях приведения размеров движения пригородных поездов в соответствие с заявкой Курской и Белгородской областей". Также были и отменены все пригородные поезда сообщением Валуйки — Тополи.
С 1 июля 2015 года закрыто движение по линии Графская - Анна
С октября 2018 планируется полная отмена движения по участкам Грязи - Поворино и Лиски - Таловая - Поворино. Таким образом на ЖД узле Поворино не останется ни одного пригородного поезда

## Городская электричка в Воронеже
С 22 апреля 2013 года по Воронежу начала ходить первая «городская» электричка. Она связывает жителей микрорайона Придонской и частично — жителей Юго-Западного района с центром города (вокзал Воронеж-1) и микрорайоном Отрожка и призвана решить проблему городских пробок. Для запуска "городской" электрички было решено продлить маршрут Воронеж — Анна до станции Подклетное. С 26 мая поезд следует со станции Латная с остановкой в Семилуках.
С 1 сентября 2013 года компанией был организован обратный маршрут «городской» электрички, заключающийся в продлении одного из пригородных поездов с вокзала Воронеж-Курский до вокзала Воронеж-1, так, чтобы пассажиры могли доехать до Латной, не прибегая к автобусу. Обратный маршрут функционирует ежедневно.
С 1 июля 2015 года маршрут «городской» электрички был полностью отменён, однако, до сих пор имеется возможность в вечернее время отправиться с вокзала Воронеж-1 (а не с Воронеж-Курского) в сторону Касторного.
С 20 октября 2019 в связи с закрытием путепровода на ул. 9 Января назначены рейсы Воронеж-1 - Латная